# Keiji Koizumi
Keiji Koizumi (小泉 圭二 Koizumi Keiji?), född 28 juli 1976 i Yamanashi prefektur, är en japansk före detta fotbollsspelare.
Koizumi började sin karriär 1999 i Ventforet Kofu. Han avslutade karriären 1999.